# Banque centrale des Îles Salomon
La Banque centrale des Îles Salomon (en anglais : Central Bank of Solomon Islands, NRBT) est la banque centrale des Îles Salomon.

## Histoire
Les origines de la CBSI remontent à juin 1976, lorsque le Parlement national a adopté l'ordonnance relative à l'Autorité monétaire des Îles Salomon.
Avant cette date, les besoins en devises du pays étaient gérés par le Département du Trésor du ministère des Finances, en collaboration avec la Commonwealth Trading Bank of Australia.
En février 1983, une loi a transformé la SIMA en Banque centrale des Îles Salomon (CBSI) en vertu de la loi de 1976 sur la Banque centrale des Îles Salomon (modifiée en 1985 et adoptée par une nouvelle loi en novembre 2012).

## Liste de gouverneurs
| Rang | Nom                 | Mandat      |
| ---- | ------------------- | ----------- |
| 1er  | John G. FG. Palfrey | (1976-1978) |
| 2e   | Barry A. Longmuir   | (1978-1980) |
| 3e   | Philip Coney        | (1980-1981) |
| 4e   | Anthony V. Hughes   | (1981-1993) |
| 5e   | Rick Houenipwela    | (1993-2008) |
| 6e   | Denton Rarawa       | (2008-2019) |
| 7e   | Luke Forau          | (2019- )    |